# Municipio de Flatwoods
El municipio de Flatwoods (en inglés: Flatwoods Township) es un municipio ubicado en el condado de Ripley en el estado estadounidense de Misuri. En el año 2010 tenía una población de 650 habitantes y una densidad poblacional de 19,85 personas por km².

## Geografía
El municipio de Flatwoods se encuentra ubicado en las coordenadas 36°39′40″N 90°41′54″O / 36.66111, -90.69833. Según la Oficina del Censo de los Estados Unidos, el municipio tiene una superficie total de 32.75 km², de la cual 32,72 km² corresponden a tierra firme y 0,03 km² (0,09 %) es agua.

## Demografía
Según el censo de 2010, había 650 personas residiendo en el municipio de Flatwoods. La densidad de población era de 19,85 hab./km². De los 650 habitantes, el municipio de Flatwoods estaba compuesto por el 96,78 % blancos, el 0,92 % eran amerindios, el 0,31 % eran asiáticos, el 0,46 % eran de otras razas y el 1,53 % eran de una mezcla de razas. Del total de la población el 1,23 % eran hispanos o latinos de cualquier raza.